# 賀茂鶴酒造
賀茂鶴酒造株式会社（かもつるしゅぞう）は、広島県東広島市西条本町に本社を置く日本酒メーカー。西条酒の老舗蔵の一つである。

## 概要
創業期は二期に分けて捉えられており、第一期創業年として木村家の口伝に基づく1623年（元和9年）が挙げられる。木村家家系図によると木村家の屋号は「小島屋」で、この系図では初代の木村和平の生没年を1771年 - 1822年としており、第一期創業年からこの初代の生年までの経緯はなお不詳のままである。なお、木村家は4代目まで当主は和平を名乗った。
第二期創業年として4代目の木村和平が酒銘を「賀茂鶴」と命名した1873年（明治6年）9月9日が挙げられている。「賀茂」は地名であると同時に酒を造るという意味の“醸す”が掛けられ、これをめでたい鳥である「鶴」と組み合わせた。ラベルに描かれている2羽の「鶴」と「富士山」は、鶴は信頼を表し、富士山は品質が日本一であることを表している。
1892年（明治25年）、和平の勇退により5代目の木村静彦が当主（のちに賀茂鶴酒造初代社長）に就任。1894年（明治27年）の山陽鉄道開通を機に東京向けの出荷を本格化し、1895年（明治28年）の内国博覧会に出品するとともに『芸備日日新聞』に酒造業界初となる清酒の広告を出した。
1918年（大正7年）8月28日、資本金150万円にて株式会社に組織変更し、「賀茂鶴酒造株式会社」設立。
1951年（昭和26年）に東京支店を開設。
1958年（昭和33年）、金箔入りの大吟醸「特製ゴールド賀茂鶴」を発売（発売当時は大吟造「特製ゴールド賀茂鶴」と称した）。これにより同社は全国的な知名度を得る。同時に、西条が伏見や灘と並ぶ銘醸地として知られるようになった。
また、同社の製品は、すきやばし次郎、鮨水谷、鮨松波など、与志乃系の鮨店で提供されている。
「品質第一」を社是のもと、商品すべてを自家精米・自家醸造している。
本社の2号蔵と8号蔵は吟醸酒以上の特定名称酒が作られる伝統的な酒造蔵で、仕込みの際に米を蒸す甑は木製で、8号蔵の甑は日本一の大きさである。甑は6～7年ごとに新しく吉野杉で作る。
1963年（昭和38年）に「赤穂義士」「静御前」「石川啄木」など歴史上の人物名を、酒類を指定商品として商標登録しており、商標法において話題になることがある。

## 商品

### 日本酒

#### 大吟醸酒・吟醸酒
- 大吟醸 天凜 1.8L
- 大吟醸 天凜 720ml
- 大吟醸 吟凛雅 900ml
- 大吟醸 吉祥 賀茂鶴 720ml
- 大吟醸 賀茂鶴 双鶴1.8L
- 大吟醸 賀茂鶴 双鶴720ml
- 大吟醸 特製ゴールド賀茂鶴 1.8L
- 大吟醸 特製ゴールド賀茂鶴 720ml
- 大吟醸 特製ゴールド賀茂鶴 300ml
- 大吟醸 特製ゴールド賀茂鶴 180ml 丸瓶
- 大吟醸 特製ゴールド賀茂鶴 180ml 角瓶
- 吟醸辛口 300ml

#### 純米酒
- 純米酒 1.8L
- 純米酒 720ml
- 純米酒 300ml
- 純米酒 180ml カップ
- 生囲い純米 720ml
- 生囲い純米 300ml

#### 特別本醸造酒・本醸造酒
- 特別本醸造 超特選特等酒 1.8L
- 特別本醸造 超特選特等酒 720ml
- 本醸造 上等酒 1.8L
- 本醸造 上等酒 720ml
- 本醸造 上等酒 300ml
- 本醸造 上等酒 180ml
- 本醸造 上等酒 180ml カップ
- 本醸造辛口 1.8L
- 本醸造辛口 720ml
- 本醸造辛口 300ml
- 本醸造辛口 180ml
- 本醸造辛口 180ml カップ

#### 純米大吟醸酒・純米吟醸酒
- 純米大吟醸 瑞兆賀茂鶴 720ml
- 純米大吟醸 広島錦 720ml
- 純米大吟醸 大吟峰 1.8L
- 純米大吟醸 大吟峰 720ml
- 純米吟醸 1.8L
- 純米吟醸 720ml
- 純米吟醸 300ml
- 純米吟醸 一滴入魂 1.8L
- 純米吟醸 一滴入魂 720ml
- 純米吟醸 一滴入魂 300ml

#### 普通酒
- 金紋 1.8L
- 上撰パック 1.8L
- 上撰パック 900ml
- 白壁の郷 1.8L
- 白壁の郷 720ml
- 豊醇冷酒 720ml
- 豊醇冷酒 300ml

#### 樽・壺詰・角樽・樽酒
- 樽詰本菰
- 壺詰
- 角樽
- 樽酒 1.8L
- 樽酒 720ml

#### 生貯蔵酒
- 冷温蔵生囲い 1.8L
- 冷温蔵生囲い 720ml
- 冷温蔵生囲い 300ml

### 梅酒
- 純米酒仕込梅酒 1.8L
- 純米酒仕込梅酒 720ml
- 純米吟醸 古酒仕込 梅酒 720ml

## 主な受賞歴
- 1900年(明治33年) - 佛國パリ萬國大博覧會　名誉大賞。
- 1909年(明治42年) - 大蔵省主管日本醸造協會主催　第2回　全國酒類品評會（後の酒類品評会・酒類醤油品評会）　最高位優等賞。
- 1917年(大正6年) - 大蔵省主管日本醸造協會主催　第6回　全國酒類醤油品評會において　全国最初の名誉賞受賞。
- 1919年(大正8年) - 大蔵省主管日本醸造協會主催　第7回　全國酒類醤油品評會において優等賞受賞。
- 1920年(大正9年) - 第2回中國五県酒類品評會において優等賞受賞。
- 1921年(大正10年)
  - 大蔵省主管日本醸造協會主催　第8回　全國酒類醤油品評會において優等賞受賞。（4,222 点中　1 位より3 位までを独占。）
  - 戦後発展全国工業博覧会において名誉大賞牌受賞。
- 1922年(大正11年)
  - 中國四國生産品共進會において優等金賞牌受賞。
  - 平和記念東京博覧會　　金牌受領。
- 1925年(大正14年) - 大聯(連)勸業博覺會　金牌受領。
- 1926年(大正15年) - 大蔵省主管日本醸造協會主催　第10回　全國酒類醤油品評會において　全国最初の2回目の名誉賞受賞。（4,022 点中　1 位）優等賞受賞。
- 1936年(昭和11年) - 大蔵省主管日本醸造協會主催　第15回　全國酒類醤油品評會において　優等賞　7点受賞。
- 2004年(平成16年) - 幸田邦昭杜氏　現代の名工受賞。
- 2005年(平成17年) - 第54回西条清酒品評会において、賀茂鶴の賀茂鶴8号蔵　最優秀。
- 2006年(平成18年) - 幸田邦昭杜氏　黄綬褒章受章。
- 2008年(平成20年) - IWC（インターナショナル・ワイン・チャレンジ）2008において、熟成酒部門「賀茂鶴　純米吟醸八年秘蔵熟成酒」最高位トロフィー賞受賞。
- 2009年(平成21年) - 御園蔵　友安杜氏（醸造課長）が出品した品評会・艦評会で5 冠（西条清酒品評会1位/ 広島県清酒品評会 千本錦の部1位/全国新酒鑑評会　金賞/広島杜氏組合自醸酒品評会1位/ 広島国税局清酒鑑評会　吟醸酒の部　代表）。
- 2011年(平成23年)
  - 第60回西条清酒品評会において、賀茂鶴の賀茂鶴御園蔵　最優秀。
  - IWC（インターナショナル・ワイン・チャレンジ）2011において、熟成酒部門　「賀茂鶴　純米吟醸八年秘蔵熟成酒」金賞受賞。大吟醸部門「賀茂鶴　大吟醸　双鶴」金賞受賞。
  - スローフードジャパン・酒文化研究所主催「燗酒コンテスト2011」において、「賀茂鶴　特別本醸造　超特選特等酒」が最高位大賞受賞。
- 2012年(平成24年)
  - 第61回西条清酒品評会において、賀茂鶴の賀茂鶴2号蔵　最優秀。
  - スローフードジャパン・酒文化研究所　主催「燗酒コンテスト2012」において、お値打ち燗酒（720ml・1000円以下）熱燗部門（50～55℃）では「賀茂鶴　本醸造　からくち」が金賞を受賞し、極上燗酒（720ml 1000円超3000円未満・審査温度は「ぬる燗」）では「賀茂鶴　特別本醸造　特撰特等酒」が金賞を受賞。
  - 全日本国際酒類振興会　主催「2012年秋季全国酒類コンクール」において、純米大吟醸部門で「賀茂鶴　純米大吟醸　大吟峰」が特賞第1位を受賞。
  - 峠本総杜氏　黄綬褒章受章。
- 2013年(平成25年)
  - 第62回西条清酒品評会において、賀茂鶴の賀茂鶴2号蔵　最優秀。
  - 日本酒造技術研究連盟主催　第47回全国選抜清酒品評会において賀茂鶴2号蔵　第1位
  - スローフードジャパン・酒文化研究所　主催「燗酒コンテスト2013」において、お値打ち燗酒（720ml・1000円以下）熱燗部門（50～55℃）では「賀茂鶴　本醸造　からくち」が最高金賞を受賞し、極上燗酒（720ｍｌ　1000円超3000円未満・審査温度は「ぬる燗」）では「賀茂鶴　特別本醸造　特撰特等酒」が金賞を受賞。
- 2014年(平成26年)
  - 第63回西条清酒品評会において、賀茂鶴の賀茂鶴8号蔵　最優秀。
  - スローフードジャパン・酒文化研究所　主催「燗酒コンテスト2014」において、お値打ち燗酒（720ml・1000円以下）熱燗部門（50～55℃）では「賀茂鶴　本醸造　からくち」が金賞を受賞。
- 2015年(平成27年)
  - 第64回西条清酒品評会において、賀茂鶴の御薗醸造蔵　最優秀。
  - スローフードジャパン・酒文化研究所　主催「燗酒コンテスト2015」において、720ml　1100円以下（税別）お値打ち燗酒　ぬる燗部門（40～45度）では「賀茂鶴　上等酒」が金賞を受賞。
  - 全国梅酒品評会2015　「日本酒梅酒」部門　入賞、銅賞受賞。
- 2016年(平成28年)
  - 第65回西条清酒品評会において、賀茂鶴の賀茂鶴8号蔵　最優秀。
  - 第2回　長浜梅酒祭りにおいて、「賀茂鶴　梅酒」が1位受賞。
  - 全国梅酒品評会2016において、「賀茂鶴　梅酒」が「日本酒梅酒」部門　入賞。金賞受賞。
- 2017年(平成29年)
  - 第3回　長浜梅酒祭りにおいて、「賀茂鶴　純米吟醸古酒仕込　梅酒」が1位受賞。
  - 全国梅酒品評会2017において、「賀茂鶴　純米吟醸古酒仕込　梅酒」が「日本酒梅酒」部門　入賞。銅賞受賞。
  - 本社敷地内、事務所他各蔵など、登録有形文化財に登録。

### 全国新酒鑑評会
- 1970年(昭和45年)・1971年(昭和46年) - 2年連続、2号蔵・4号蔵・8号蔵・7号蔵の稼動している全4蔵が金賞受賞。
- 1974年(昭和49年) - 8号蔵が金賞受賞。
- 1975年(昭和50年)から1986年(昭和61年) - 12年連続、2号蔵・4号蔵・8号蔵・7号蔵の稼動している全4蔵が金賞受賞。
- 1987年(昭和62年) - 2号蔵・4号蔵・8号蔵が金賞受賞。
- 1988年(昭和63年) - 8号蔵・7号蔵が金賞受賞。
- 1989年(平成元年) - 2号蔵・8号蔵・7号蔵が金賞受賞。
- 1990年(平成2年) - 2号蔵・4号蔵・8号蔵が金賞受賞。
- 1991年(平成3年) - 4号蔵・8号蔵・7号蔵が金賞受賞。
- 1974年(昭和49年)から1991年(平成3年) - 全国新酒鑑評会で18年連続金賞受賞（内、1975年(昭和50年)～1986年(昭和61年)　12 年連続で起動していた全4蔵が金賞受賞）。
- 1994年(平成6年) - 2号蔵・4号蔵が金賞受賞。
- 1994年(平成7年) - 御薗醸造蔵にて醸造開始にあたり、7号蔵・4号蔵　閉鎖。
- 1994年(平成7年) - この年（平成6酒造年度）、醸造研究所移転の為、全国新酒鑑評会は開催されていない。
- 1995年(平成8年) - 御薗醸造蔵にて醸造を始める。
- 1995年(平成8年) - 御園醸造蔵が金賞受賞。
- 1999年(平成11年) - 2号蔵・8号蔵・御園醸造蔵が金賞受賞（稼動している全3蔵が受賞）。
- 2000年(平成12年) - 2号蔵・8号蔵・御園醸造蔵が金賞受賞（稼動している全3蔵が受賞）。
- 2002年(平成14年) - 2号蔵・8号蔵・御園醸造蔵が金賞受賞（稼動している全3蔵が受賞）。
- 2006年(平成18年) - 2号蔵・御園醸造蔵が金賞受賞。
- 2007年(平成19年) - 2号蔵・御園醸造蔵が金賞受賞。
- 2008年(平成20年) - 2号蔵・御園醸造蔵が金賞受賞。
- 2009年(平成21年) - 御園醸造蔵が金賞受賞。
- 2010年(平成22年) - 2号蔵・御園醸造蔵が金賞受賞。
- 2011年(平成23年) - 2号蔵・御薗醸造蔵が金賞受賞。
- 2012年(平成24年) - 2号蔵が金賞受賞。
- 2013年(平成25年) - 2号蔵・8号蔵・御薗醸造蔵が金賞受賞（稼動している全3蔵が受賞）。
- 2014年(平成26年) - 8号蔵・御薗醸造蔵が金賞受賞。
- 2015年(平成27年) - 御薗醸造蔵が金賞受賞。
- 2016年(平成28年) - 御薗醸造蔵が金賞受賞。
- 2017年(平成29年) - 2号蔵・御薗醸造蔵が金賞受賞。

≪受賞蔵の数は、記録の残る1970年(昭和45年)～2017年(平成29年)延べ104蔵が金賞受賞となり、12年連続の受賞となった。≫

## タンチョウ保護活動
「鶴」の名を含むことが縁で1965年（昭和40年）から釧路市阿寒町のタンチョウ保護活動に毎冬寄付を行っている。

## カモツルオアシス

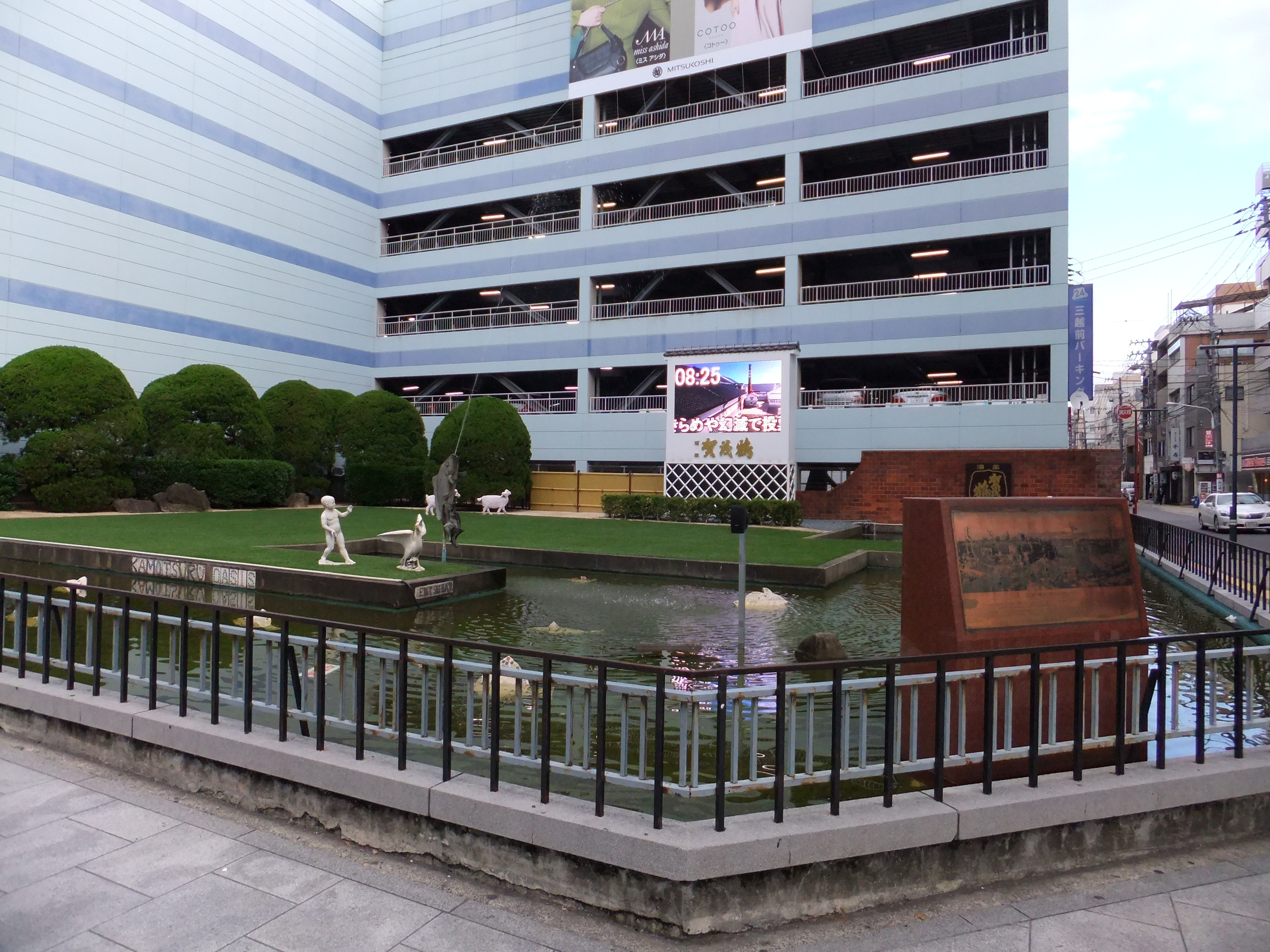
カモツルオアシス

1967年（昭和42年）、広島市中区鉄砲町に造成された、池を配した人工の緑地帯。以前は、オアシス内で田植えなども行われていた。2011年（平成23年）に芝生の人工芝化と、電光式広告装置が設置された。